# Bürsteler Fuhrenkamp
Der Bürsteler Fuhrenkamp, auch Bürsteler Fuhren oder einfach nur Fuhrenkamp genannt, ist ein 60,8 Hektar großes Waldgebiet in der Gemeinde Ganderkesee im Landkreis Oldenburg in Niedersachsen.

## Geografie
Der Bürsteler Fuhrenkamp grenzt südwestlich an Ganderkesee. Er gehört zum Dorf Bürstel, ist jedoch seit 1898 durch die Bahnstrecke Delmenhorst–Hesepe von diesem getrennt. Der Boden besteht aus Binnendünen.

## Geschichte
Das Waldgebiet ist erst seit 1780 durch Aufforstungen mit Kiefern auf den Binnendünen entstanden, um den Sand zu festigen.
Bereits im Zweiten Weltkrieg gab es am Bürsteler Fuhrenkamp einen durch einen Erdwall abgegrenzten Waldkindergarten mit einer Baracke. Diese befand sich im nordöstlichen Zipfel am Ende des dortigen Weges. Zuletzt, bis etwa 1960, wurde sie privat bewohnt.
Am 13. November 1972 zerstörte der Orkan Quimburga, der mit knapp 200 km/h über Teile des Oldenburger Landes hinwegfegte, große Teile des Bürsteler Fuhrenkamp. Nur etwa ein Fünftel des Kiefernwaldes blieb stehen. Erst 1975 waren alle gefallenen Bäume beseitigt. Am 27. März 1976 zum Tag des Baumes veranstaltete die Revierförsterei Stühe und der Orts- und Heimatverein Ganderkesee e.V. eine große Pflanzaktion, an der über 500 Schüler rund 3000 Bäume pflanzten. Zur Erinnerung an diesen Tag wurde am Rande des Bürsteler Fuhrenkamp eine Holztafel aufgestellt.

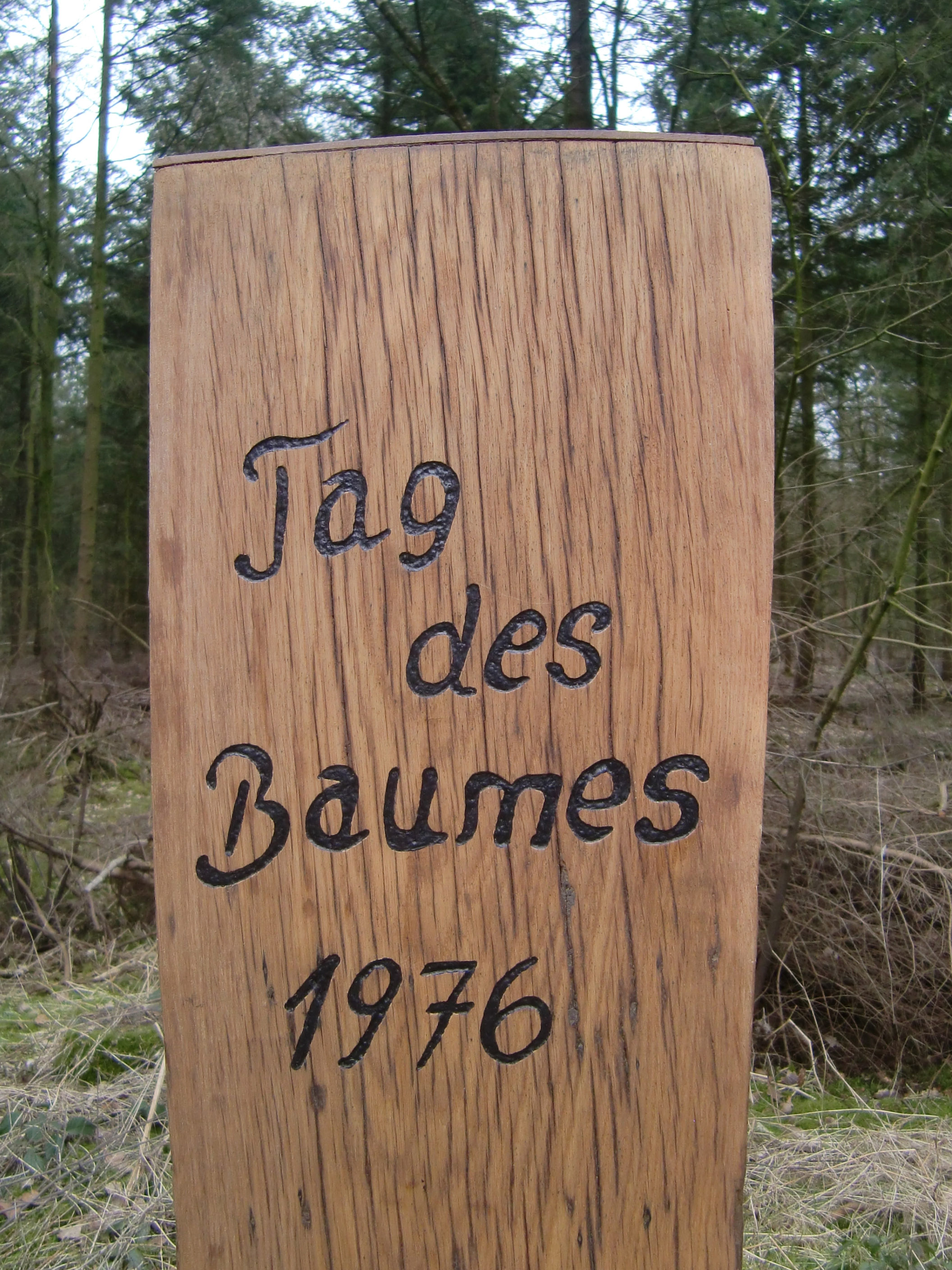
Erinnerung an die Pflanzaktion

Um 2002 wurde eine Südtangente um Ganderkesee herum geplant, die möglicherweise auch den Bürsteler Fuhrenkamp betroffen hätte. Aus einer Bürgerinitiative heraus bildete sich der Fuhrenkamp-Schutzverein e.V., der auch heute noch besteht.
Im Juni 2012 gab es Bürgerproteste gegen den von den Niedersächsische Landesforsten im Fuhrenkamp geplanten Wegebau und die anschließende Schotterung der Wege. Als Kompromiss wurde vereinbart, dass der Charakter der Sandwege erhalten bleibt.

## Gegenwart
Der Wald ist seit 1976 als Landschaftsschutzgebiet unter der Nummer OL 00016 ausgewiesen. Neben Waldkiefern, Fichten, Douglasien und Lärchen wachsen dort heute auch Eichen und Hainbuchen. Der Wald wird forstwirtschaftlich genutzt und dient den Bewohnern der umliegenden Ortschaften als Naherholungsgebiet. Ein Reitweg mit direkter Anbindung zum Gelände des angrenzenden Reiterverein Ganderkesee e.V. ist ausgewiesen.
Im Frühjahr 2015 wurden durch die Niedersächsische Landesforsten rund 115 Jahre alte Kiefern gefällt, die im Winter durch 12000 50 bis 80 Zentimeter große Roteichen ersetzt worden sind. Ziel der Neuanpflanzung ist es, vom Nadel- zum Laubholz zu wechseln. 2024 im Oktober wurden rund 900 schwächere Kiefern entnommen, um die Lebensbedingungen für die verbleibenden Bäume zu verbessern und dadurch den Bestand zu stärken.

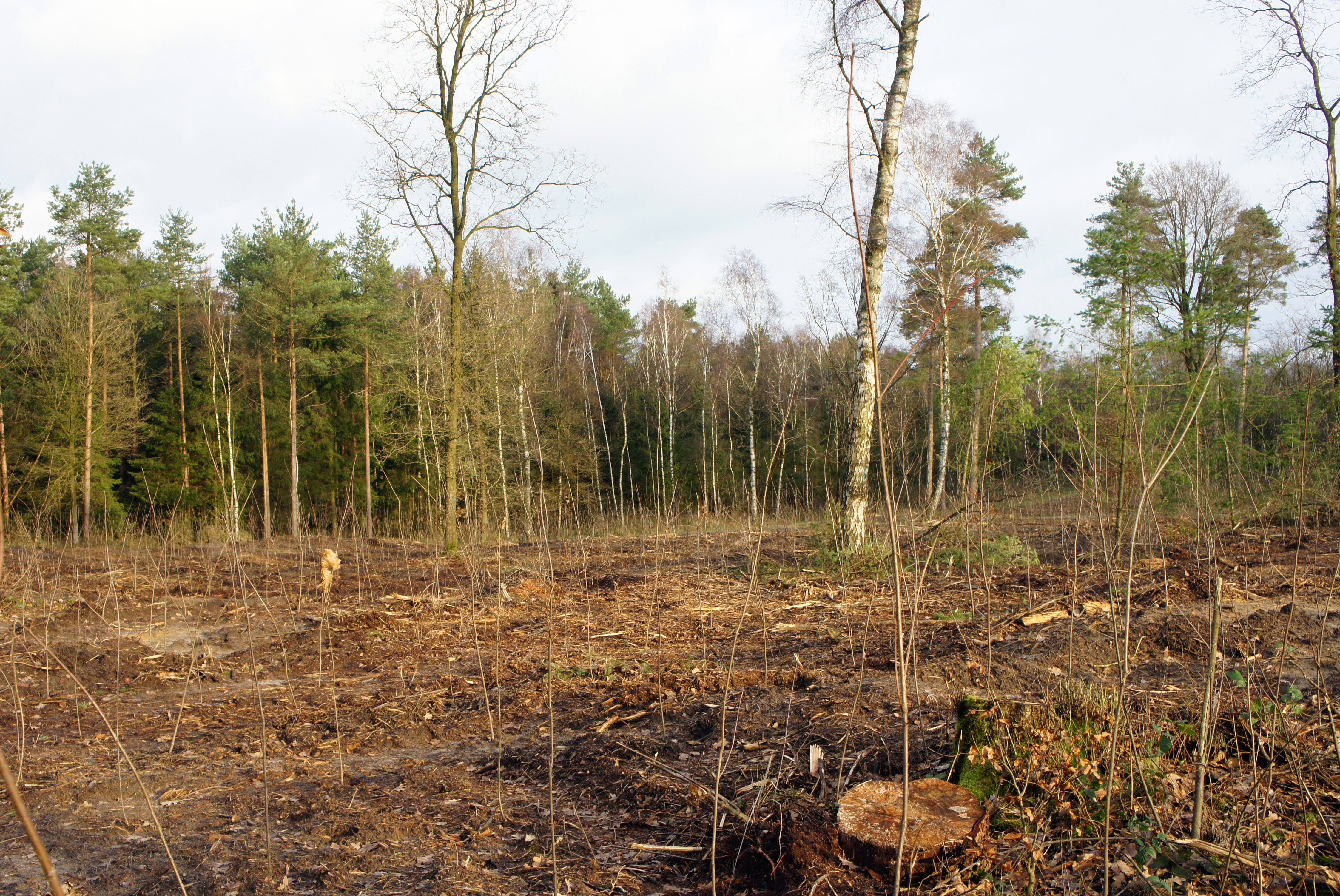
Neuanpflanzung von Roteichen (2015)